# Locum tenens
Un locum tenens (en latín, "que tiene un lugar" o "tenedor de una posición") es el estado de una persona que está cumpliendo temporalmente  los deberes y responsabilidades de una oficina particular en ausencia de quien ha sido debidamente elegido para tal cargo o tiene esa oficina. Tal persona puede actuar como substituto o como diputado.
Un médico que tiene que estar ausente de sus deberes puede tener un locum tenens disponible para cuidar a sus pacientes.
Therus Kolff estableció el primer servicio para locum tenens médicos en 1979.